# Збірна Європи з хокею із шайбою
Збірна Європи з хокею із шайбою — збірна команда Європи, що створена за участі Міжнародної федерації хокею, НХЛ та Асоціації гравців Національної хокейної ліги і представляє країни Європи, окрім Росії, Фінляндії, Швеції та Чехії.
Для участі в Кубку світу з хокею з шайбою 2016 залучені гравці з Австрії, Данії, Німеччини, Норвегії, Словаччини, Словенії, Франції та Швейцарії.

## Склад збірної
Головний тренер: Ральф Крюгер (Німеччина).
| №  | Поз. | Гравець            | Зріст  | Вага   | Дата народження | Команда             |
| -- | ---- | ------------------ | ------ | ------ | --------------- | ------------------- |
| 1  | В    | Томас Грайсс       | 185 см | 103 кг | 29.01.1986      | Нью-Йорк Айлендерс  |
| 31 | В    | Філіпп Грубауер    | 185 см | 83 кг  | 25.11.1991      | Вашингтон Кепіталс  |
| 41 | В    | Ярослав Галак      | 180 см | 82 кг  | 13.05.1985      | Нью-Йорк Айлендерс  |
| 33 | З    | Здено Хара         | 206 см | 110 кг | 18.03.1977      | Бостон Брюїнс       |
| 10 | З    | Крістіан Ергофф    | 188 см | 91 кг  | 6.07.1982       | Вільний агент       |
| 59 | З    | Роман Йосі         | 188 см | 88 кг  | 1.06.1990       | Нешвілл Предаторс   |
| 5  | З    | Лука Збіза         | 188 см | 90 кг  | 30.01.1990      | Ванкувер Канакс     |
| 44 | З    | Денніс Зайденберг  | 185 см | 95 кг  | 18.07.1981      | Вільний агент       |
| 2  | З    | Андрей Секера      | 183см  | 91 кг  | 8.06.1986       | Едмонтон Ойлерс     |
| 7  | З    | Марк Штрайт        | 180 см | 93 кг  | 11.12.1977      | Філадельфія Флайєрс |
| 78 | ЛН   | П'єр-Едуар Бельмар | 183 см | 90 кг  | 6.03.1985       | Філадельфія Флайєрс |
| 89 | ЛН   | Міккель Бедкер     | 180 см | 91 кг  | 16.12.1989      | Сан-Хосе Шаркс      |
| 29 | Ц    | Леон Драйзайтль    | 185 см | 97 кг  | 27.10.1995      | Едмонтон Ойлерс     |
| 12 | ПН   | Маріан Габорик     | 185 см | 93 кг  | 14.02.1982      | Лос-Анджелес Кінгс  |
| 36 | ПН   | Яннік Гансен       | 185 см | 88 кг  | 15.03.1986      | Ванкувер Канакс     |
| 81 | ПН   | Маріан Госса       | 185 см | 95 кг  | 12.01.1979      | Чикаго Блекгокс     |
| 11 | Ц    | Анже Копітар       | 191 см | 103 кг | 24.08.1987      | Лос-Анджелес Кінгс  |
| 22 | ЛН   | Ніно Нідеррайтер   | 188 см | 96 кг  | 8.09.1992       | Міннесота Вайлд     |
| 51 | Ц    | Франс Нільсен      | 185 см | 82 кг  | 24.04.1984      | Детройт Ред-Вінгс   |
| 8  | ПН   | Тобіас Рідер       | 180 см | 84 кг  | 10.01.1993      | Аризона Койотс      |
| 21 | ЛН   | Томаш Татар        | 178 см | 80 кг  | 1.12.1990       | Детройт Ред-Вінгс   |
| 26 | ЛН   | Томас Ванек        | 188 см | 99 кг  | 19.01.1984      | Детройт Ред-Вінгс   |
| 63 | ПН   | Матс Цуккарелло    | 170 см | 81 кг  | 1.09.1987       | Нью-Йорк Рейнджерс  |

Фредерік Андерсен був спочатку заявлений до складу збірної але через травму його змінив німець Філіпп Грубауер.

## Сумарний здобуток збірної
| Команда          | І | В | ПО | П | ШЗ | ШП |
| ---------------- | - | - | -- | - | -- | -- |
| Канада           | 3 | 0 | 0  | 3 | 3  | 9  |
| Північна Америка | 2 | 0 | 0  | 2 | 4  | 11 |
| Швеція           | 2 | 2 | 0  | 0 | 9  | 4  |
| США              | 1 | 1 | 0  | 0 | 3  | 0  |
| Чехія            | 1 | 1 | 0  | 0 | 3  | 2  |